# Maytenus splendens
Maytenus splendens är en benvedsväxtart som beskrevs av Ignatz Urban. Maytenus splendens ingår i släktet Maytenus och familjen Celastraceae. Inga underarter finns listade.